# 莫努里基岛

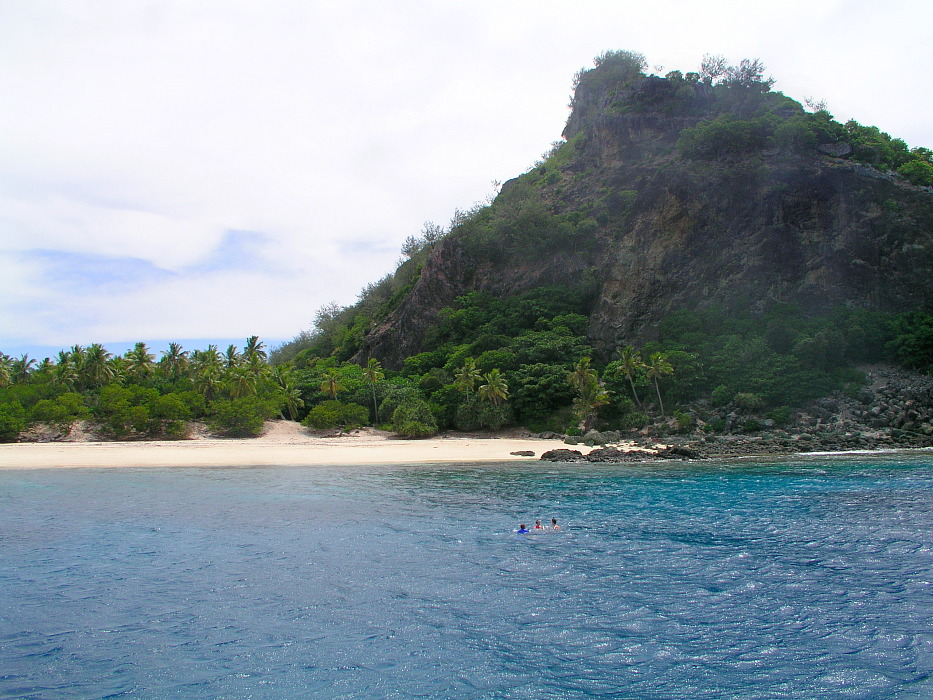

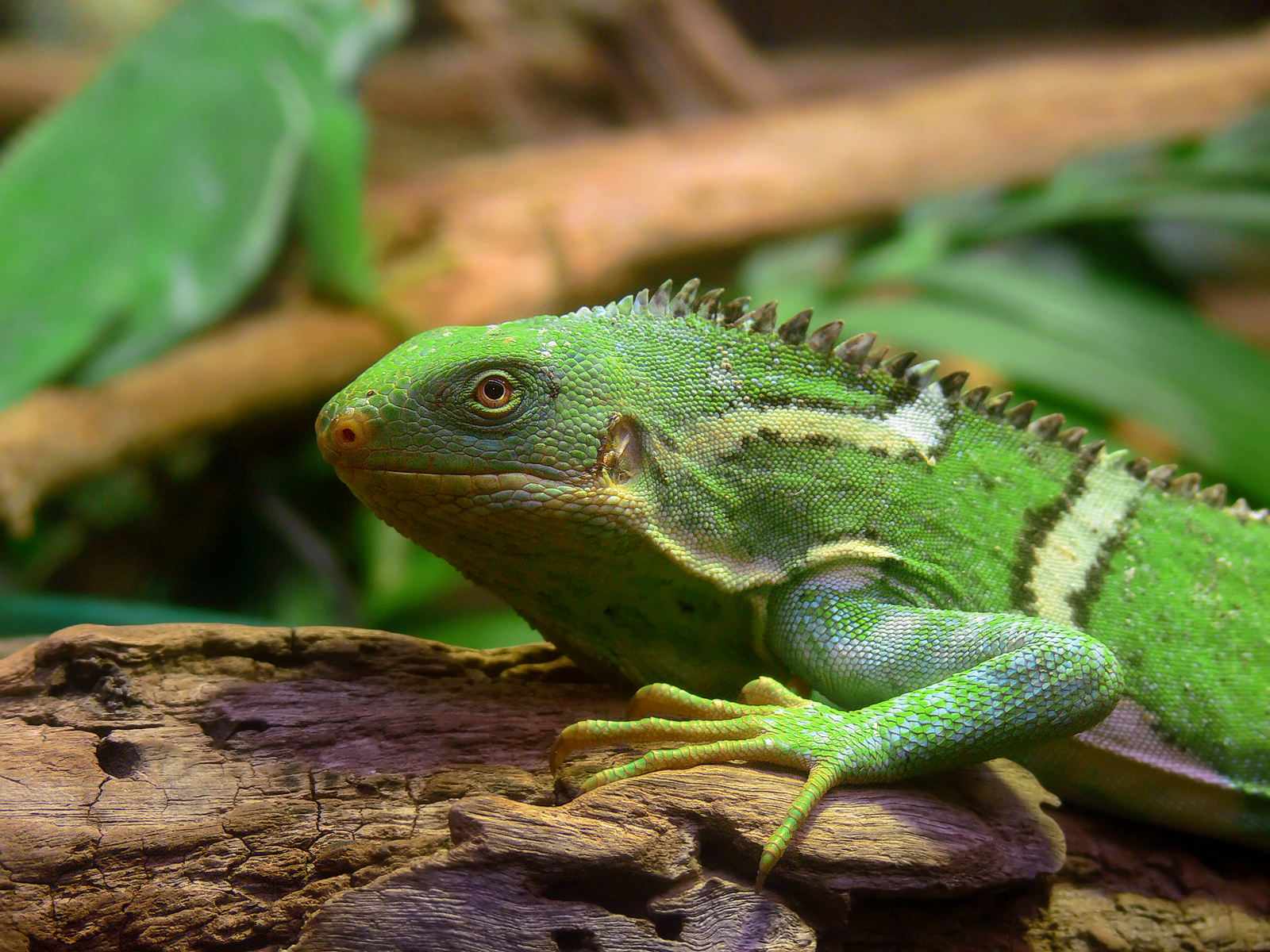

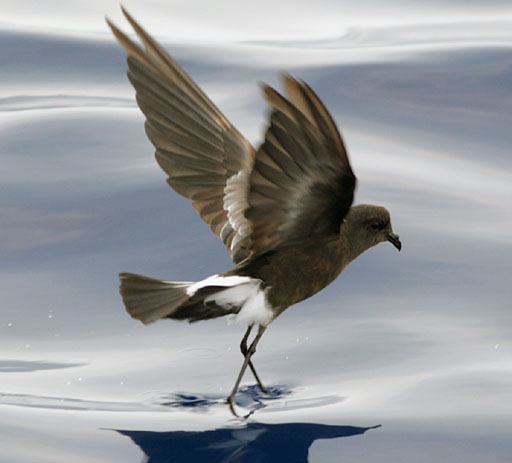

莫努里基岛是斐濟的島嶼，位於維提島以西的太平洋海域，屬於馬馬努薩群島的一部分，長1.1公里、寬0.6公里，面積0.4平方公里，最高點海拔高度178米，島上無人居住。该岛是2000年美国灾难剧情片《浩劫重生》主要取景地。
17°36′36″S 177°02′03″E / 17.610°S 177.0343°E